# Józef Kohut

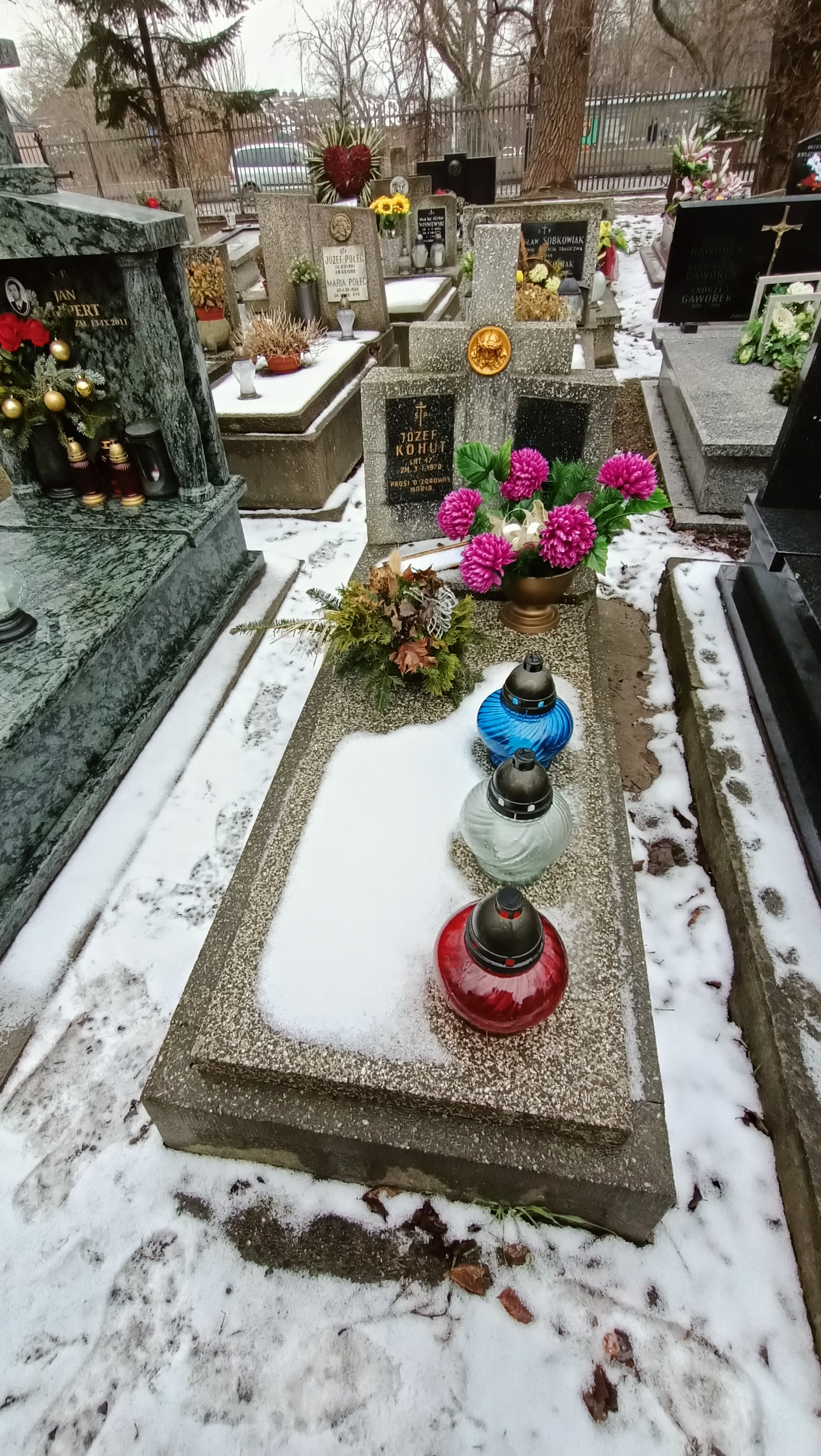
Gób Józefa Kohuta na Cmentarzu Rakowickim w Krakowie

Józef Kohut (ur. 16 grudnia 1922 w Krakowie, zm. 3 stycznia 1970 tamże) – polski piłkarz związany głównie z Wisłą Kraków, jedenastokrotny reprezentant Polski, napastnik.

## Kariera
Przez wiele lat grał w Wiśle Kraków. Był królem strzelców polskiej ligi w 1948 (31 goli). Był także dwukrotnym mistrzem Polski z Wisłą (1949 i 1950). Rozegrał dla Białej Gwiazdy 162 spotkania mistrzowskie i pucharowe strzelając 123 gole.
Pochowany na cmentarzu Rakowickim.
W latach siedemdziesiątych Wisła organizowała Turniej Piłkarski dla Młodzików im. Józefa Kohuta, a puchar dla zwycięskiej drużyny wręczał syn piłkarza.

### Gole międzynarodowe
| Lp. | Data             | Miejsce                                    | Występ | Przeciwnik     | Gol na | Wynik | Rozgrywka  |
| --- | ---------------- | ------------------------------------------ | ------ | -------------- | ------ | ----- | ---------- |
| 1.  | 19 września 1948 | Stadion Wojska Polskiego, Warszawa, Polska | 2      | Węgry          | 1:3    | 2:6   | towarzyski |
| 2.  | 10 lipca 1949    | Nagyerdei Stadion, Debreczyn, Węgry        | 6      | Węgry          | 1:7    | 2:8   | towarzyski |
| 3.  | 6 listopada 1949 | Stadion Wojska Polskiego, Warszawa, Polska | 7      | Albania        | 2:1    | 2:1   | towarzyski |
| 4.  | 10 maja 1953     | Stadion Olimpijski, Wrocław, Polska        | 11     | Czechosłowacja | 1:1    | 1:1   | towarzyski |